# لردگان
لُردِگان مرکز شهرستان لردگان در استان چهارمحال و بختیاری است. مردم لردگان، مردم بختیاری هستند و به زبان لری با گویش بختیاری صحبت می‌کنند.

## گردشگری

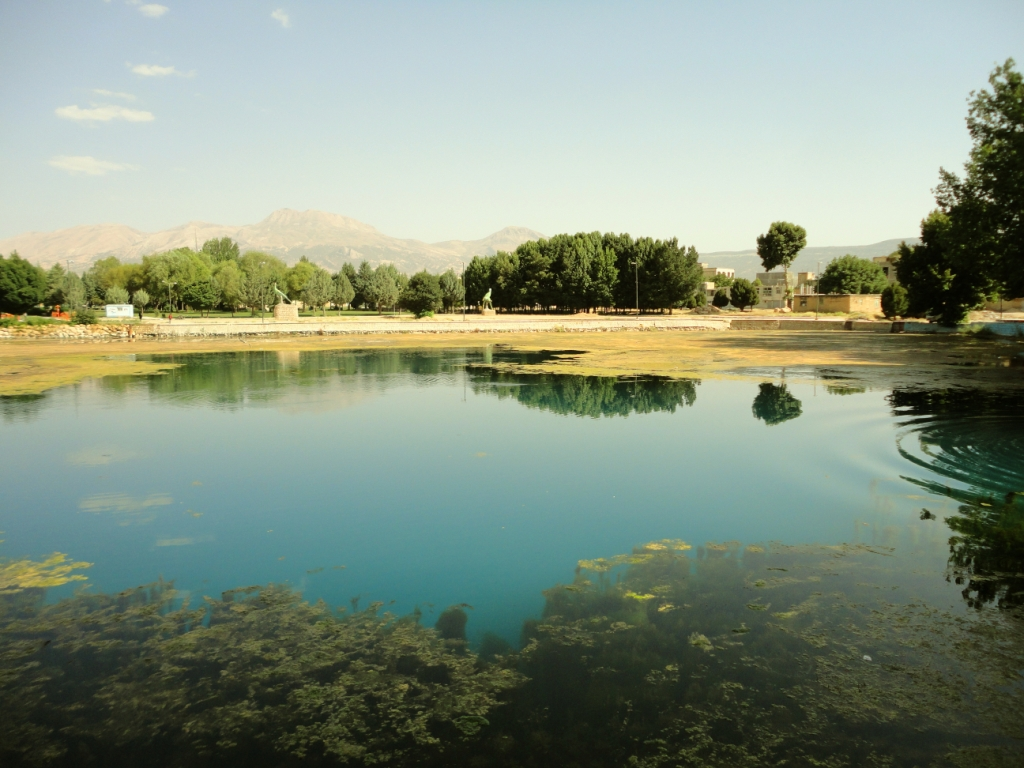
چشمه برم